# Laßraum
Laßraum, auch Laasraum, Laßgut, Rodeland, Rodeacker, Waldgeraume oder Forsthube ist eine historische Bezeichnung für ein erblich zur Urbarmachung überlassenes Waldgrundstück, für dessen Nutzung als Acker- oder Wiesenland der Lasse einen Laßzins zu entrichten hatte.
Laßräume entstanden zumeist in der Nähe von Ansiedlungen in waldreichen Gebieten, um neuen Siedlern Möglichkeiten einer geringen landwirtschaftlichen Nutzung zu gewähren.
Davon leiten sich heute Flur- und Ortsnamen, wie Laß, Laas oder Láz ab.